# John Napier
  John Napier  (anglès: John Napier of Merchiston)  (Castell de Merchiston, 1 de febrer de 1550 - Edimburg, 4 d'abril de 1617) va ser un matemàtic escocès, reconegut per haver descobert els logaritmes.
Va néixer l'any 1550 al castell de Merchiston (Edimburg), tot i que no se'n sap la data exacta. Als tretze anys, el 1563, va començar els seus estudis a la Universitat de St Andrews, de la qual va sortir anys més tard per viatjar pel continent europeu, sense que consti la seva graduació a St. Andrews.
De tornada a Merchiston el 1571 es va casar l'any següent, administrant a partir de llavors els béns de la família per encàrrec del seu pare, alhora que continuava els seus estudis de matemàtiques i teologia pel seu compte.

## Trajectòria
John Napier havia sigut un actiu predicador durant la seva estada a St. Andrews. L'escocès tenia profunds interessos per la religió i l'astronomia i una gran preocupació per l'exegesi de l'Apocalipsi, aquesta obsessió la va plasmar a través de la seva obra A Plaine Discovery of the Whole Revelation of Saint John (Revelació de Sant Joan) (1593) dedicada al rei Jaume I. Amb aquest llibre va ser capaç d'involucrar-se més en la vida política i religiosa de l'època. Aquest treball li va donar una gran reputació tan a Escòcia com al continent, va ser reeditada més de 30 vegades i traduïda a diversos idiomes.
Napier va seguir escrivint més llibres sobre teologia, sent autor de la primera gran obra escocesa sobre la interpretació de la Biblia. En altres ocasions també va participar en el comitè que representava a l'Església Protesant davant del rei.
De fet, gran part del seu temps el va dedicar a dissenyar i inventar màquines i planejar estratègies per prevenir una invasió a les illes Britànques per part de Felip II. Aquestes màquines mai van arribar a construir-se.
John Napier va dedicar la major part de la seva vida a estudiar les matemàtiques, més concretament als mètodes per a facilitar la computació. Al 1594 va començar a treballar amb els exponents de les potències anomenats "números artificials", que més tard els denominaria logaritmes, paraula derivada del greg logos (raó) i artimos (números). Tasca que aportaria una gran contribució a la simplificació de tots els càlculs posteriors.
Napier va publicar totes les seves idees sobre els logartimes al tractat Mirifici logarithmorum canonis descriptio publicat al 1614 després d'un estudi exhaustiu de vint anys. Un any més tard de la seva publicació, el cèlebre matemàtic anglès Henry Briggs, va viatjar a Escòcia per convèncer a Napier de modificar l'escala inicial, fent néixer els logaritmes de base 10 que s'estendrien per tot Europa i s'aplicarien a diversos camps com l'astronomia i altres àrees de la física.
El 1617 va aparèixer la seva obra  Rabdologiæ seu numerationis per virgula libri duo: cum appendice expeditissimo multiplicationis Promptuari, quibus accèssit et Arithmeticae localised liber unus , en la qual descriu l'àbac neperià, un instrument fet amb peces mòbils que s'utilitzaven per calcular productes i divisions. La màquina era un intent per mecanitzar els càlculs logarítmics. L'àbac neperià es pot considerar un precedent de les màquines actuals de calcular.
| «                       | Amb la reducció del treball de diversos mesos de càlcul a uns pocs dies, l'invent dels logaritmes sembla haver duplicat la vida dels astrònoms. | » |
| — Pierre-Simon Laplace. | |   |

## Interès per l'ocultisme
A més dels seus interessos matemàtics i religiosos, Napier va ser sovint percebut com un mag, i es creu que es va dedicar a l'alquímia i la nigromància. Es deia que viatjava amb una aranya negra en una caixa petita, i que el seu gall negre era el seu esperit familiar.
Alguns dels veïns de Napier el van acusar de bruixot i d'unir-se amb el diable, creient que tot el temps que passava al seu estudi s'emprava per aprendre l'art negre. Aquests rumors es van avivar quan Napier va utilitzar el seu gall negre per atrapar un lladre. Napier va dir als seus servents que anessin a una habitació fosca i acariciessin el gall, afirmant que l'ocell cantaria si fossin ells els que li robaven la propietat. Sense que els criats ho sabien, Napier havia cobert el gall amb sutge. Quan els criats van sortir de l'habitació, Napier va examinar les seves mans per trobar el que havia tingut massa por de tocar el gall.
Un altre acte que va fer Napier, que podria semblar místic als habitants, va ser quan va treure els coloms de la seva finca, ja que se li estaven menjant el gra. Napier va atrapar els coloms escampant gra amb alcohol per tot el camp, i després capturant els coloms una vegada que estaven massa borratxos per volar.
Encara existeix un contracte per a una recerca del tresor, fet entre Napier i Robert Logan de Restalrig. Napier havia de buscar el Fast Castle per trobar un tresor suposadament amagat allà, on s'afirma que Napier hauria de "fer la seva màxima diligència per buscar i buscar, i amb tots els oficis i enginy per esbrinar el mateix, o assegurar-se que no hi hagués res d'això. ha estat allà." Aquest contracte mai va ser complert per Napier, i no es va trobar or quan la societat del camp arqueològic d'Edimburg va excavar el castell entre 1971 i 1986.

## Influència
Entre els primers seguidors de Napier hi havia els fabricants d'instruments Edmund Gunter i John Speidell. El desenvolupament dels logaritmes és considerat com el factor més important en l'adopció general de l'aritmètica decimal. Les Trissotetras (1645) de Thomas Urquhart es basa en el treball de Napier, en trigonometria.
Henry Briggs va ser un dels primers en adoptar el logaritme neperià. Més tard va calcular una nova taula de logaritmes a la base 10, precisa amb 14 decimals.

## Epònims
Una unitat alternativa al decibel utilitzat en enginyeria elèctrica, el neper, porta el nom de Napier, igual que la Universitat Napier d'Edimburg a Edimburg, Escòcia.
El cràter Neper a la Lluna porta el seu nom.
En francès i portuguès, el logaritme natural porta el seu nom (respectivament, Logarithme Népérien i Logaritmos Neperianos). En italià, la constant matemàtica e porta el seu nom en italià (Numero di Nepero).

## Família
El 1572, Napier es va casar amb Elizabeth, de 16 anys, filla de James Stirling, el quart Laird de Keir i de Cadder. Van tenir dos fills. Elizabeth va morir el 1579, i Napier es va casar llavors amb Agnes Chisholm, amb qui va tenir deu fills més.
El sogre de Napier, Sir James Chisholm de Cromlix, va ser un dels molts excomunicats per l'Assemblea General del partit presbiterian arran del complot espanyol en blanc. Napier es va asseure a l'Assemblea General que va excomunicar els conspiradors i va demanar al rei Jaume VI i jo que fessim complir el càstig als conspiradors, però finalment va ser ignorat, ja que el rei creia que els ministres estaven actuant de manera cruel i estava a favor de seguir polítiques més apaivagament.
El seu mig germà (a través del nou casament del seu pare) era Alexander Napier, Lord Laurieston.